# Liste der Biografien/Benr
Liste der Biografien |
Portal Biografien |
Personensuche
# |
A |
B |
C |
D |
E |
F |
G |
H |
I |
J |
K |
L |
M |
N |
O |
P |
Q |
R |
S |
T |
U |
V |
W |
X |
Y |
Z |
?
 
Ba |
Be |
Bd |
Bg |
Bh |
Bi |
Bj |
Bl |
Bm |
Bn |
Bo |
Br |
Bs |
Bu |
Bw |
By |
Bz
 
Bea–Beb |
Bec |
Bed |
Bee |
Bef |
Beg |
Beh |
Bei |
Bej |
Bek |
Bel |
Bem |
Ben |
Beo |
Bep |
Beq |
Ber |
Bes |
Bet |
Beu |
Bev |
Bew |
Bex |
Bey |
Bez
 
Bena |
Benb |
Benc |
Bend |
Bene |
Benf |
Beng |
Benh |
Beni |
Benj |
Benk |
Benl |
Benm |
Benn |
Beno |
Benq |
Benr |
Bens |
Bent |
Benu |
Benv |
Benw |
Beny |
Benz
Die Liste der Biografien führt alle Personen auf, die in der deutschsprachigen Wikipedia einen Artikel haben. Dieses ist eine Teilliste mit 13 Einträgen von Personen, deren Namen mit den Buchstaben „Benr“ beginnt.

## Benr

### Benra
- Benrahma, Saïd (* 1995), algerisch-französischer Fußballspieler
- Benrath, Alfred (1878–1969), deutscher Hochschullehrer, Professor der physikalischen Chemie
- Benrath, Gustav Adolf (1889–1960), deutscher evangelischer Theologe
- Benrath, Gustav Adolf (1931–2014), deutscher evangelischer Theologe
- Benrath, Hermann (1838–1885), Chemiker
- Benrath, Hermann Eugen (1812–1893), deutscher Lehrer und Schulbuchautor
- Benrath, Karl (1845–1924), deutscher evangelischer Kirchenhistoriker
- Benrath, Katja (* 1979), deutsche Schauspielerin und Regisseurin
- Benrath, Martin (1926–2000), deutscher Schauspieler
- Benrath, Ruth Johanna (* 1966), deutsche Autorin

### Benre
- Benrey, Judah, Großrabbiner in Konstantinopel (1715–1717)

### Benru
- Benrubi, Abraham (* 1969), US-amerikanischer SchauspielerAbraham Benrubi (* 1969)

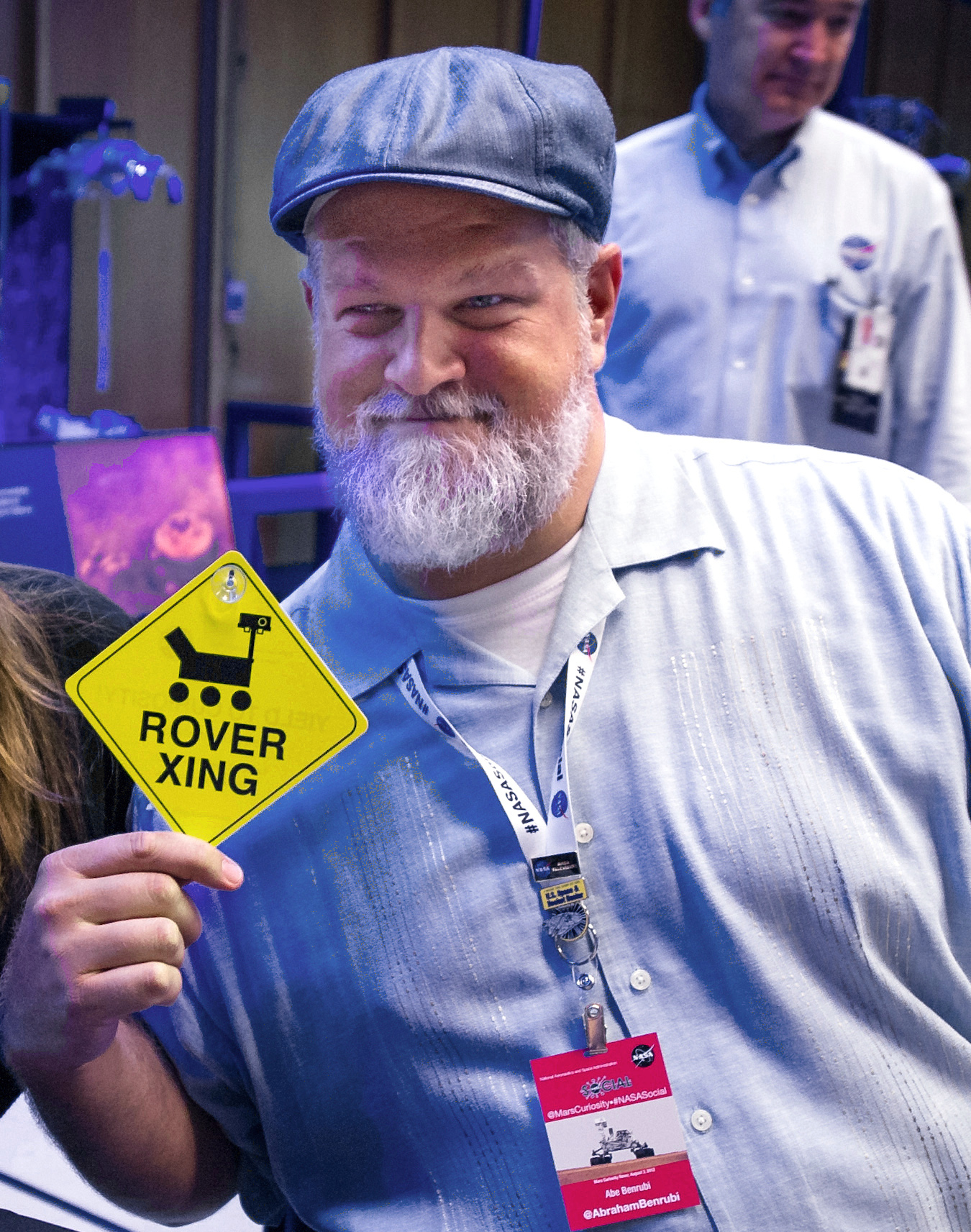
Abraham Benrubi (* 1969)

- Benrubi, Isaak (1876–1943), jüdischer Philosoph